# TT6
| nb | F35 | f · r |

| nb | F35 | f · r |

| F35 | f · r | Y1 · t · p |

| F35 | f · r | Y1 · t · p |

La Tomba di Nebnefer e Neferhotep, identificata con la sigla TT6 (Theban Tomb 6) è una delle Tombe dei Nobili ubicate nell’area della cosiddetta Necropoli Tebana, sulla sponda occidentale del Nilo dinanzi alla città di Luxor, in Egitto. Destinata a sepolture di nobili e funzionari connessi alle case regnanti, specie del Nuovo Regno, l'area venne sfruttata, come necropoli, fin dall'Antico Regno e, successivamente, sino al periodo Saitico (con la XXVI dinastia) e Tolemaico.

## Titolari
TT6 Era la tomba di:
| Titolare              | Titolo                                                                                                | Necropoli      | Dinastia/Periodo                    | Note                                                                                |
| --------------------- | --- | -------------- | ----------------------------------- | ----------------------------------------------------------------------------------- |
| Neferhotep e Nebnefer | Rispettivamente Capo degli operai e operaio nel Luogo della Verità (artigiani reali)(artigiano reale) | Deir el-Medina | XIX dinastia (Horemheb - Ramses II) | alla sommità della fila delle tombe, nei pressi di TT217, proprio a sud della TT216 |

### Biografie
La tomba ospita Neferhotep, capo degli operai, e suo figlio Nebnefer, operaio. Iyemwaw fu la moglie di Neferhotep, che gli diede altri figli, oltre Nebnefer: Nakhy, Scriba del Signore delle Due Terre e carrista nell'esercito del re; Mose, Ufficiale ai trasporti di sua Maestà, allevatore di cavalli e portatore del tempio di Usermaatre Setepenre (Ramses II); Turo e una figlia di nome Tuya. Neferhotep era "Capo della squadra di tribordo" e contemporaneo di Sennedjem, titolare della TT1.
Iy era il nome della moglie del figlio Nebnefer mentre figli della coppia furono Neferhotep (stesso nome del padre e usualmente indicato come Neferhotep II), Henutmehyt e Iyemwaw (stesso nome della madre). Nebnefer svolse il suo incarico di operaio dall'anno quinto all'anno trentesimo/quarantesimo di Ramses II, mentre erano Visir dell'Egitto Paser TT106 e, successivamente, Khay TT173; di seguito, molto verosimilmente, assunse anch'egli l'incarico di "Capo della squadra di tribordo" per i lavori delle tombe di Pached, Kaha e Ankherkhauy..

## Descrizione
La TT6 è affiancata, sulla destra, dalla TT216 di Neferhotep II (figlio di Nebnefer e nipote di Neferhotep I); il ritrovamento di un pyramidion lascia intendere che l'ingresso fosse verosimilmente sovrastato da una piccola piramide.
Da un cortile, in cui si trovano due stele oggi illeggibili (1 e 2 in planimetria), si accede ad un corridoio sulle cui pareti (3) si trovano resti di testo; una sala rettangolare, reca sulle pareti (4) resti di testo e disegni di uccelli sul soffitto. Poco oltre (5-6) su due registri il defunto in adorazione del ka e Neferhotep e la moglie che ricevono offerte da un uomo e una donna; seguono (7-8) il defunto, la moglie e una bambina che adorano Osiride, sono inoltre menzionati entrambi i titolari, Nebnefer e Neferhotep, quest'ultimo indicato come Capo Operaio nel Luogo della Verità.
Su altre pareti (9-10-11-12), sul lato destro è rappresentato Nebnefer con sua moglie Iy in atto di adorare la dea Hathor; in un'altra scena Nebnefer, sua moglie e la madre di quest'ultima, Ese, sono destinatari di offerte; in un altro registro, in cui Nebnefer e sua moglie adorano Ra-Horakhti, viene esplicitamente citato l'essere figlio del dignitario del Lato Occidentale, Capo Operaio nel Luogo della Verità, Neferhotep. 
Seguono rappresentazioni di Neferhotep e sua moglie Iyemwaw con alcuni figli: Nakhy, scriba dell'esercito e carrista di Sua Maestà; Mose, funzionario ai trasporti di Sua Maestà, stalliere e portatore del tempio di Usermaatra Setepenra (Ramses II). Una figlia, Tuya, è rappresentata in atto di adorazione dei genitori.
In una cappella, sul fondo della sala (13-14-15), su due registri, persone dinanzi ad Anubi e Ra-Horakhti in veste di falco; il defunto e la famiglia dinanzi a Khnum, Satis, Anukis, Horus. Il soffitto, a volta, presenta tre dee con babbuini e due iscrizioni parallele, una relativa a Nebnefer e sua moglie, l'altra per Neferhotep e sua moglie
Nella camera funeraria (16-17) i defunti in adorazione o intenti in occupazioni familiari, nonché  (18) brani del Libro dei Morti, la rappresentazione (19) dei Campi di Iaru e brani del Libro delle Porte (20).
Un rilievo, rappresentante Nebnefer, sua moglie e i suoi figli nell'atto di offrire fiori ad Amon è oggi al British Museum di Londra (cat. 447).

Foto durante gli scavi del 1905-1914. Archivio fotografico Museo Egizio, Torino.
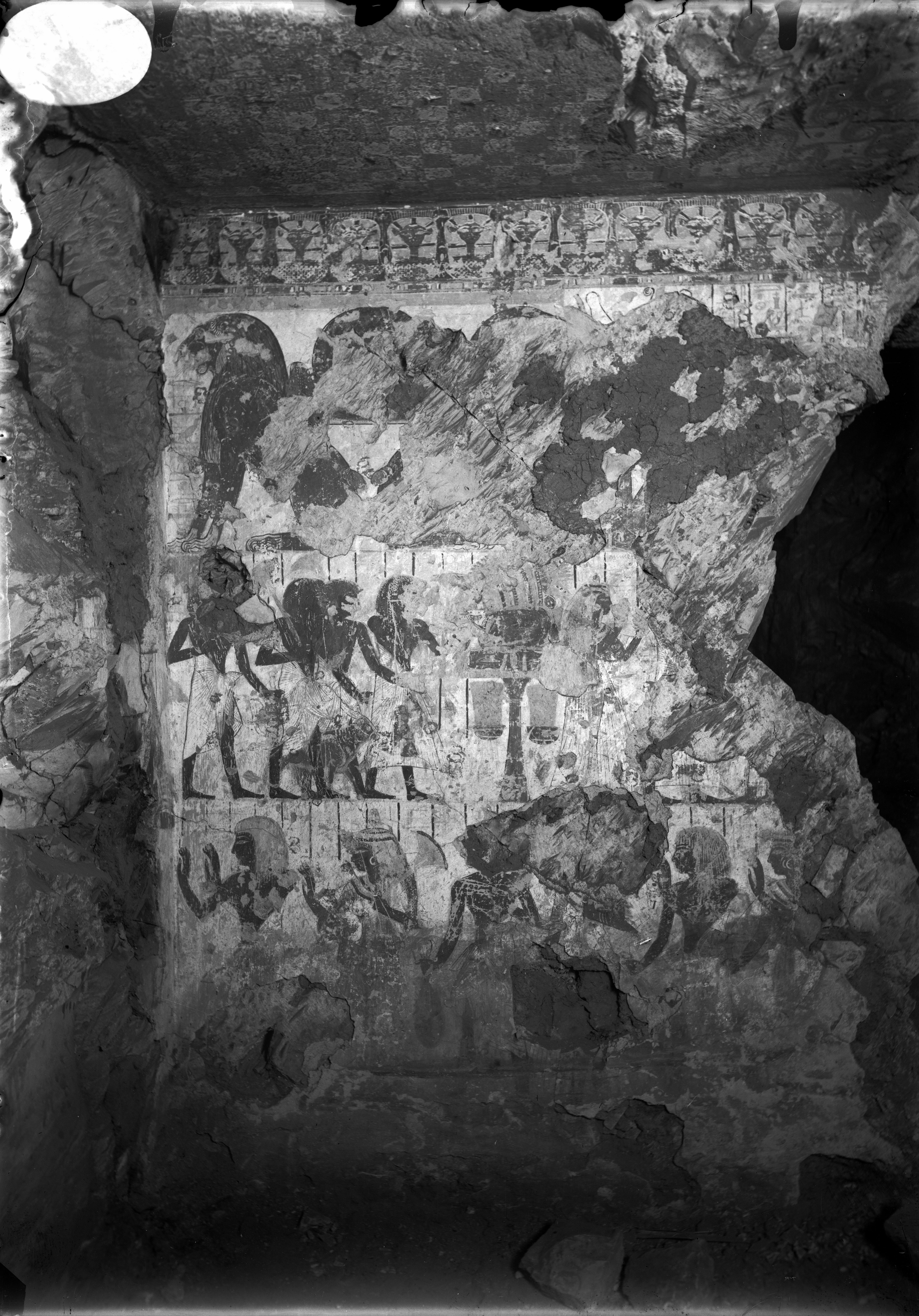
Parete est, lato nord della camera trasversale della cappella di TT 6, di Neferhotep I e Nebnefer. Il registro superiore mostra due leoni ai lati del segno Akhet, l’orizzonte, riprendendo una vignetta del cap. 17 del Libro dei Morti. Il registro centrale rappresenta Nebnefer e la moglie Iy mentre adorano una divinità femminile, seguiti da quattro uomini. Il registro inferiore infine presenta tre coppie che portano offerte.
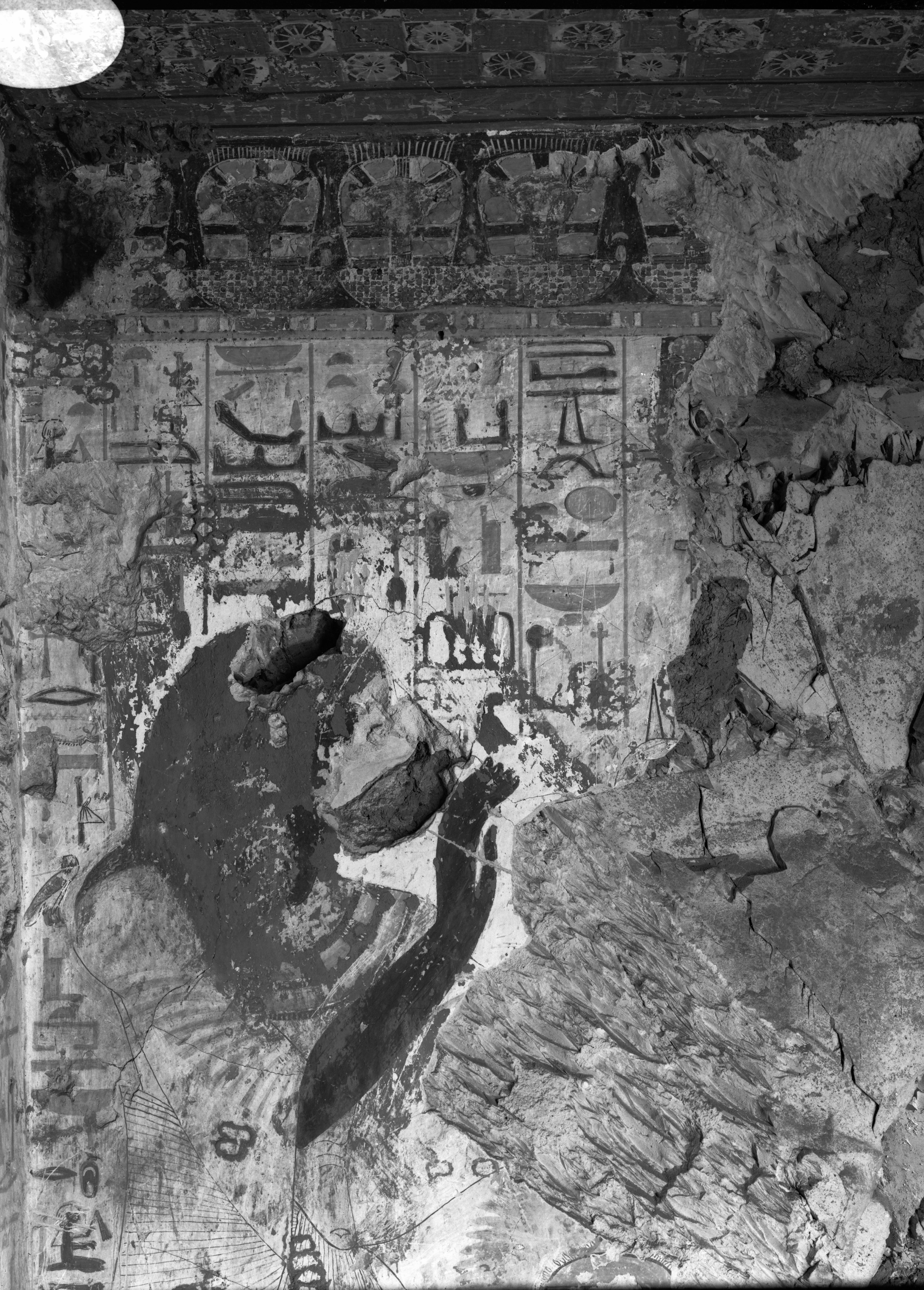
Parete ovest, lato sud, della camera trasversale della cappella di TT 6. Neferhotep I è rappresentato nell’atto di adorare un dio, probabilmente Osiride, ora non più visibile per il crollo dell’intonaco.
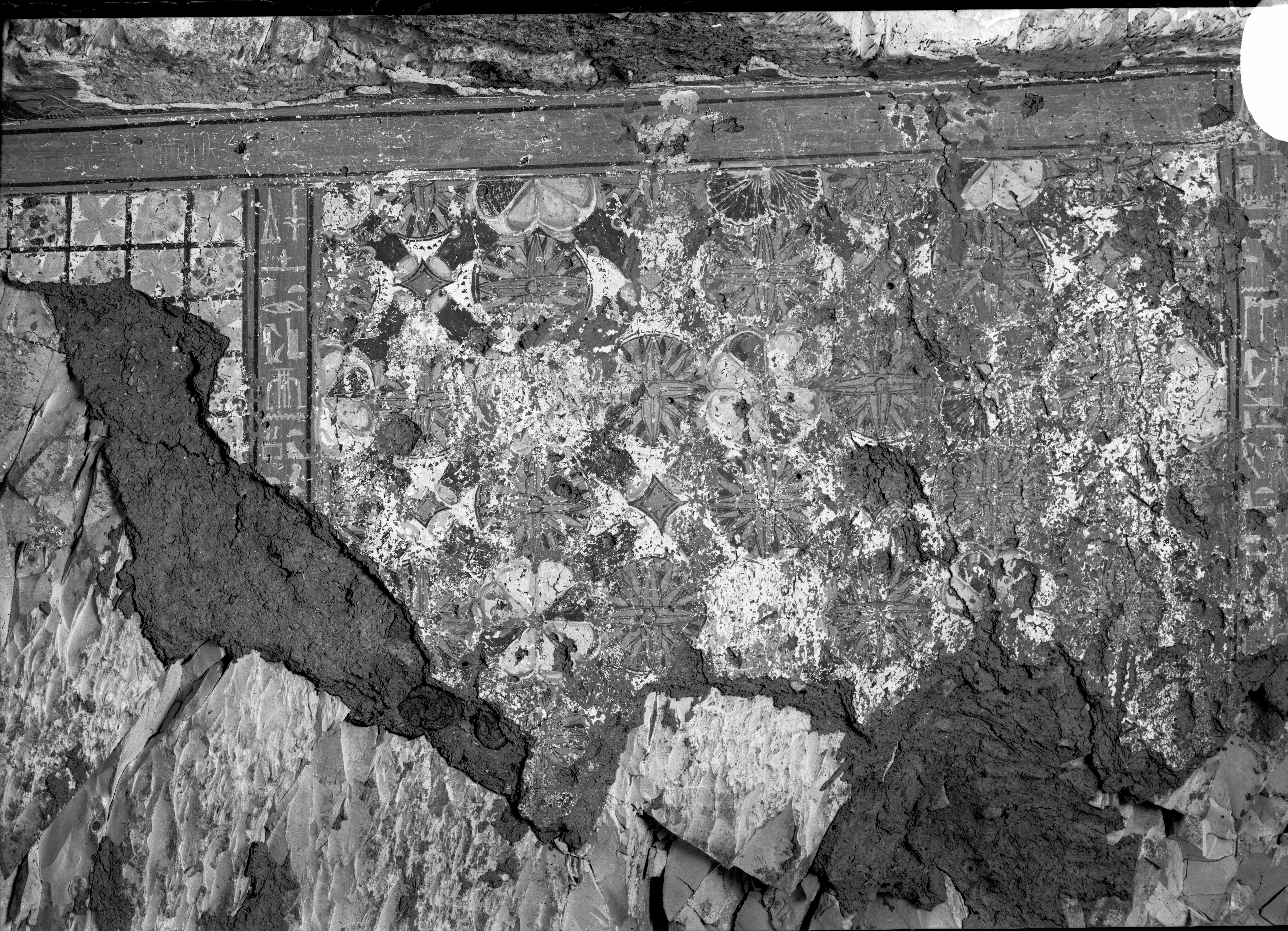
Soffitto della camera trasversale della cappella.

### Annotazioni
1. ↑  La numerazione dei locali e delle pareti segue quella di Porter e Moss 1927, p. 2.
2. ↑  La prima numerazione delle tombe, dalla numero 1 alla 253, risale al 1913 con l’edizione del "Topographical Catalogue of the Private Tombs of Thebes" di Alan Gardiner e Arthur Weigall. Le tombe erano numerate in ordine di scoperta e non geografico; ugualmente in ordine cronologico di scoperta sono le tombe dalla 253 in poi.
3. ↑  I campi della Duat, ovvero l'aldilà egizio, si trovavano, secondo le credenze, proprio sulla riva occidentale del grande fiume.
4. ↑  Nella sua epoca di utilizzo, l'area era nota come "Quella di fronte al suo Signore" (con riferimento alla riva orientale, dove si trovavano le strutture dei Palazzi di residenza dei re e i templi dei principali dei) o, più semplicemente, "Occidente di Tebe".
5. ↑  le Tombe dei Nobili, benché raggruppate in un'unica area, sono di fatto distribuite su più necropoli distinte.
6. ↑  Le note, sovente di inquadramento topografico della tomba, sono tratte dal "Topographical Catalogue" di Gardiner e Weigall, ed. 1913 e fanno perciò riferimento alla situazione dell'epoca.
7. ↑  Set-Maat = "Luogo della Verità" era uno dei nomi con cui era noto il villaggio operaio di Deir el-Medina. Il villaggio era anche noto come Pa-demi, ovvero, semplicemente, "il villaggio".
8. ↑  Gli operai di Deir el-Medina impegnati nella realizzazione delle tombe, vuoi della Valle dei Re, come per le Tombe dei Nobili, erano divisi in squadre a seconda del lato della tomba di loro spettanza durante i lavori. La terminologia normalmente usata era di tipo marinaresco: si avevano così squadre di "babordo" e di "tribordo", a seconda, rispettivamente, che operassero sul lato sinistro o destro della tomba. Colleghi di Neferhotep, "Capo della squadra di babordo", furono dapprima Baki e poi Pached.
9. ↑  Iy era sorella della dama Isis, come risulta dalla tomba TT250 di Ramose, Scriba del luogo della Verità in cui le due sorelle sono rappresentate insieme. Nella TT10, inoltre, Nebnefer risulta essere presente al funerale di Kasa.
10. ↑  Anche Neferhotep II proseguì nell'incarico paterno e del nonno a partire dall'anno quarantesimo di regno di Ramses II; partecipò alla realizzazione della propria tomba, la più ampia dell'area di Deir el-Medina, TT216 e provvide a lavori di miglioramento della stessa TT6 del padre e del nonno.

### Fonti
1. 1 2  Porter e Moss 1927,  p. 14.
2. ↑  Gardiner e Weigall 1913.
3. ↑  Donadoni 1999, , p. 115.
4. ↑  Tosi 2005, , Vol. II, p. 152.
5. ↑  Wild 1979.
6. ↑  Cerny 2004.
7. ↑  Porter e Moss 1927,  pp. 14-15.